# ファボラン語
ファボラン語（ファボランご）はオーストロネシア語族台湾諸語に属する言語である。漢字で虎尾壠語、虎尾語、費仏朗語、法仏朗語、法波蘭語、華武壠語と表記される。台湾のバブサ族により話されていた。かつては台湾の台中市に話者が分布していた。